# Olha Szarij
Olha Ołeksijiwna Szarij (ukr. Ольга Олексіївна Шарій), z domu Bondarenko (ukr. Бондаренко; ur. 25 marca 1989 w Kijowie) – ukraińska dziennikarka, żona Anatolija Szarija. Redaktor naczelna serwisu internetowego sharij.net. Obecnie prowadząca także autorski kanał w serwisie YouTube. Członkini Międzynarodowej Federacji Dziennikarzy. Współzałożycielka ogólnoukraińskiej Partii Szarija.
W 2016 roku zajęła trzecie miejsce w rankingu stu najpopularniejszych blogerów Ukrainy wg „Faktów. ICTV”. W 2017 roku w zestawieniu EkspresoTV pierwszej dwudziestki politycznych blogerów Ukrainy na Facebooku zajęła czwarte miejsce.

## Życiorys
Olha Bondarenko urodziła się 25 marca 1989 roku w Kijowie. W 2011 roku ukończyła Kijowski Uniwersytet Narodowy im. Tarasa Szewczenki (specjalność politologia, wydział filozoficzny). W tym samym roku rozpoczęła pracę dziennikarską w serwisach internetowych „Facenews” i „Gloss”.

## Działalność dziennikarska
W 2013 roku podczas Euromajdanu Olha Bondarenko pisała artykuły dla From-UA. W 2014 publikowała w TheKievTimes i Korrespondent.
Jesienią 2014 roku wraz z Anatolijem Szarijem założyła internetowy serwis informacyjny Шарий.net. W 2017 roku strona przeszła procedurę rebrandingu i obecnie posiada dwóch współwłaścicieli: Anatolija i Olhę Szarij.
W 2018 roku uruchomiła swój autorski kanał w serwisie YouTube, który w sierpniu 2018 roku miał 184 tys. subskrybentów.
W 2017 roku złożyła wniosek o członkostwo w Niezależnym Związku Zawodowym Mediów Ukrainy, ale 5 z 7 członków komisji sprzeciwiło się jej wstąpieniu, argumentując, że jej „publiczne oświadczenia nie odpowiadają statutowi organizacji”. Miesiąc później Olha Szarij dołączyła do zrzeszenia dziennikarzy w jednym z krajów Unii Europejskiej, tym samym zostając członkiem Międzynarodowej Federacji Dziennikarzy.

## Śledztwa dziennikarskie
W 2018 roku opublikowała wideo z ośrodka narciarskiego Courchevel we Francji, gdzie doradca prezydenta Petro Poroszenki Jurij Kosiuk zamówił butelki Dom Pérignon pod hymn Ukrainy.
W 2018 roku w swoim kanale w serwisie YouTube opublikowała unikalne dokumenty z przesłuchań ukraińskiego aktywisty Hennadija Afanasjewa, które zawierały jego zeznania obciążające Ołeha Sencowa. Temat wywołał szeroki rezonans w ukraińskich mediach; niektóre z nich stwierdziły, że jest to praca zaangażowana, której celem jest uczynienie sprawy Sencowa „niejednoznaczną”.
W czerwcu 2018 roku opublikowała nagranie wideo obrazujące wycinki drzew i składowanie śmieci w rezerwacie przyrody w ukraińskich Karpatach. Materiał zwrócił uwagę lokalnych mediów, które poprosiły o komentarz władze regionu. Swalawscy leśnicy powiadomili, że informacja nie odpowiada rzeczywistości, a przedstawicielka hankowyckiego nadleśnictwa stwierdziła, że śmieci to ważna sprawa, ponieważ ludzie wyrzucają śmieci stale, ale to jest problem „ludzi, a nie nasz”.
W sierpniu 2018 roku po zwolnieniu na Krymie Ołeksandra Kostenko, określanego mianem więźnia politycznego, Olha Szarij opublikowała materiał, w którym pokazała, że Kostenko w 2014 został aresztowany przez Służbę Bezpieczeństwa Ukrainy. U Kostenko i jego wspólnika Stanisława Krasnowa został odkryty w mieszkaniu skład broni i według SBU, obaj udawali aktywistów Euromajdanu, zaś w rzeczywistości działali w interesie rosyjskich służb specjalnych i chcieli zorganizować atak terrorystyczny.

## Działalność polityczna
Kandydowała w przedterminowych wyborach do Rady Najwyższej Ukrainy, wyznaczonych na 21 lipca 2019. Startowała z drugiego miejsca ogólnokrajowej listy Partii Szarija.

## Życie osobiste
Od 2012 roku spotyka się z ukraińskim dziennikarzem i uchodźcą politycznym Anatolijem Szarijem. Od 2017 roku są małżeństwem.